# Nácori Grande
Nácori Grande (Sonora) es una comisaría que pertenece al municipio de Villa Pesqueira en el estado de Sonora. Se ubica a una hora de la ciudad de Hermosillo.
Nacori Grande, Adivino y Mátape son las tres localidades que conforman el municipio de Villa Pesqueira.
El espacio geográfico que ocupa Nacori Grande fue habitado por la tribu Ópata quienes se acentaron en varios pueblos y municipios del centro del estado de Sonora y a quienes le debemos el nombre de muchos pueblos de Sonora. Tal es el caso de Nacori Grande que  en lengua Ópata significa “Nopalera Grande”.

## Historia
Nácori Grande fue fundado alrededor de 1629 por el Jesuita Lorenzo Cárdenas con el nombre de Santa Cruz de Nacori y junto con Mátape y Adivino fueron cristianizados al mismo tiempo.
Es en ese año, 60 años antes de la llegada del misionero Jesuita Eusebio Francisco Kino a Sonora, Cárdenas fue nombrado como cura residente en Mátape y empezó a utilizar las chozas que como iglesias habían sido erigidas desde el año de 1623 y es así como este jesuita inició su misión de apostolado en esta región de Sonora. Uno de los aciertos más importantes del misionero jesuita Lorenzo Cárdenas es haber  introducido la ganadería, en especial en la región de Nácori y Mátape y por ende, dado al espíritu filántropo de los jesuitas nace por consiguiente el abigeato. 

### Fundación de Nácori Grande
La historia cuenta en palabras de la Señora Bertha González, y que se ha contado generación tras generación, sobre la aparición de Nuestra Señora de los Remedios, cuando un arriero que llevaba la sagrada imagen para la misión de Mátape llegó al sitio que hoy ocupa la iglesia de Nuestra Señora de los Remedios y que no era más que un lugar lleno de nopales. Después de haber descansado y tomado agua se disponían a seguir sus camino, todos reiniciaron la marcha menos la burrita con su preciada carga. "Se amachó la burrita y porque ahí quiso la Virgen que le levantáramos su iglesia”, apuntó. 
Es por eso que los primeros padres que llegaron a Nácori hacen esa visita a Mátape cada año (Subida de la Virgen)  para compensar la ausencia de Nuestra Señora de los Remedios. “Es por eso que los de Mátape se sienten felices, lo cual nos une como población que somos” término diciendo.  

### Nácori Grande en el Segundo Imperio
Nácori Grande se enorgullece de su origen ópata y como pueblo aguerrido, respaldando al general ópata Refugio Tánori derrotó el 3 de enero de 1866 al general Republicano Jesús García Morales  haciéndole 120 muertos, la pérdida de un cañón, 5 cajas de parque, 50 caballos y 15 prisioneros. 
La causa imperialista de Tánori puso en jaque al gobierno de Sonora, dado también a la intrepidez de sus guerrero ópata hizo que esa batalla realizada en Nácori fuera de funestas consecuencias para la causa republicana.

## Población
Nacori Grande cuenta con una población de 246 habitantes. Siendo la segunda localidad más poblada del municipio, siendo Mátape la comisaría con más población  y Adivino la menos poblada. 